# Elisabeth Freundlinger
Elisabeth Freundlinger (* 15. November 1953 in Linz) ist eine österreichische Politikerin, Unternehmerin und Sängerin.

## Leben und Wirken
Elisabeth Freundlinger studierte am Brucknerkonservatorium Gesangspädagogik und darstellende Kunst. Nach einem ersten Engagement als Sängerin in Wien folgten Auftritte unter anderem in Paris, Kanada und Japan. 1975 heiratete sie Karl Freundlinger und gründete 1977 mit ihm einen Malerbetrieb. Im Jahr 1982 begann unter dem Namen „Der freundliche Maler“ eine Erweiterung mit mehreren Standorten und dem Schwerpunkt Lehrlingsausbildung. Gemeinsam mit ihrem Mann hat sie zwei Kinder.
1991 wurde sie als ÖVP-Abgeordnete in den Oberösterreichischen Landtag entsandt. Sie engagierte sich für Kultur, Frau in der Wirtschaft, Senioren, Behinderte und Privatschulen. In dieser XXIV. und ebenso in der XXV. Landtagsperiode war sie bis 2003 Mitglied im Ausschuss für allgemeine innere Angelegenheiten und im Sozialausschuss sowie Obfrau im Ausschuss für Bildung, Kultur und Sport.
Als Obfrau des Vereins Hilfswerk Oberneukirchen war sie besonders involviert beim Projekt „Lebenshaus Oberneukirchen“, einem Generationenhaus in ihrem Wohnort Oberneukirchen.
2021 wurde sie mit dem Großen Ehrenzeichen für die Verdienste um die Kultur der Stadt Linz ausgezeichnet.